# Río Razdólnaya
El río Razdólnaya (en ruso: Раздольная) o Suifen (en chino simplificado, 绥芬河; en chino tradicional, 綏芬河; pinyin, Suífēn Hé; en ruso: Суйфун) es un río de la República Popular China y Rusia. Desemboca en la bahía de Amur, en el Mar de Japón.

## Etimología
Suifen viene de una palabra manchú que hace referencia a un punzón, en referencia a la forma de una especie de caracol del género Oncomelania.
En ruso, el río se conocía originalmente como Suifun, una transcripción del nombre manchú/chino (en ruso: Суйфун). En 1972, a raíz del incidente de la isla Zhenbao (1969), los topónimos de origen chino en Krai de Primorie fueron reemplazados por nombres rusos de nuevo diseño. Como parte de este proyecto, la parte rusa del Suifen recibió el nombre de Razdólnaya, que puede traducirse del ruso como el "que fluye ampliamente".

## Geografía
La fuente del Suifen es la confluencia del río Xiaosuifen (Suifen Menor) y el río Dasuifen (Gran Suifen) en Heilongjiang.
La ciudad de Suifenhe se llama en honor al nombre chino del río. Aguas abajo de la ciudad, el río entra en territorio ruso y desemboca en la bahía de Amur a través de las tierras bajas de Janka.
La longitud del río es de 245 km, de los cuales 191 km están en Rusia. La cuenca de drenaje cubre 16.830 km2.
Los principales afluentes del río son el Granitnaya (99 km), el Borisovka (86 km) y el Komarovka (76 km, afluente principal Rakovka). La ciudad Ussuriysk fue fundada en 1866 en la confluencia de los ríos Suifen y Komarovka.